# Artefacte (error)

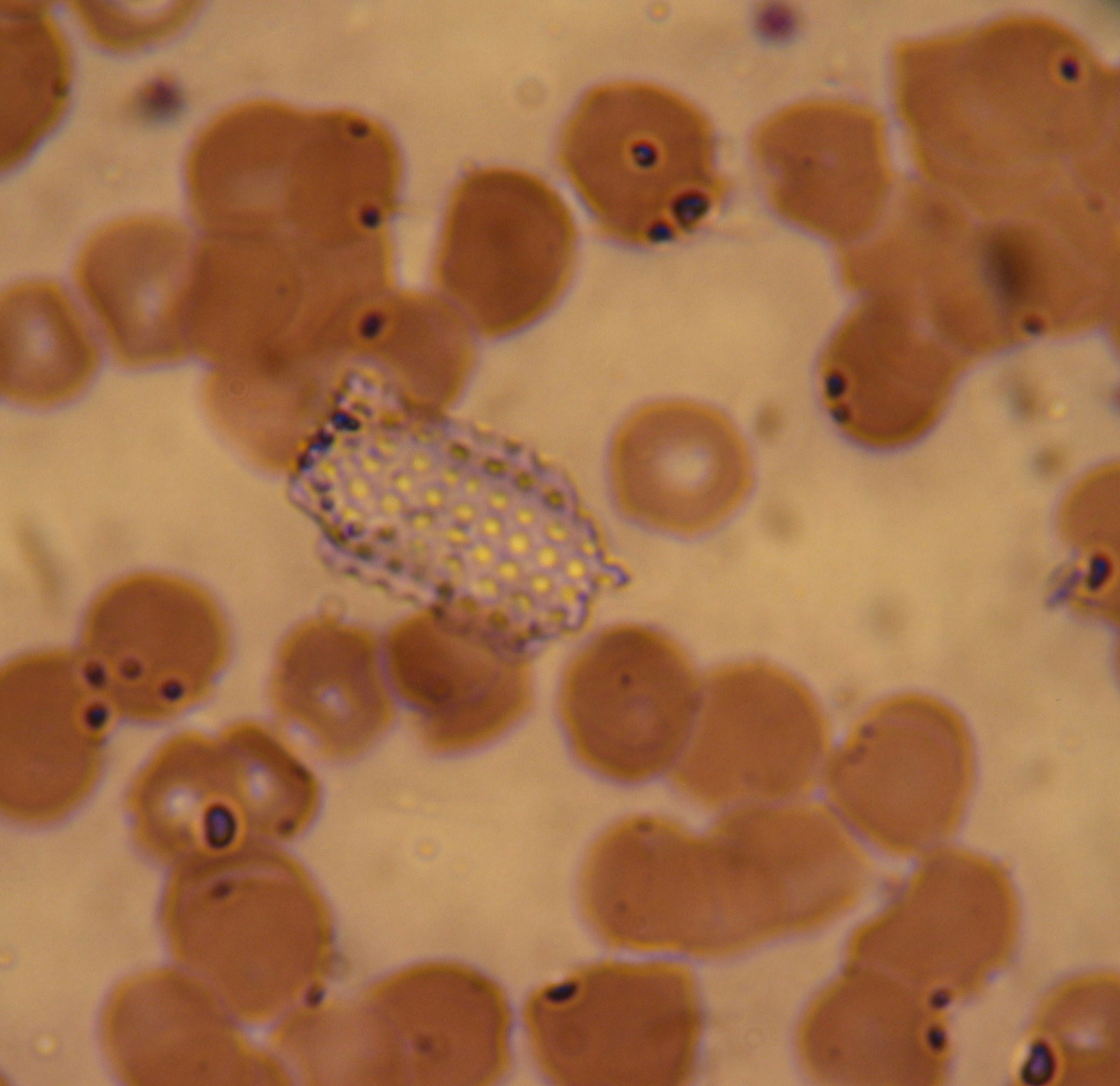
Objecte brillant no provinent de la mostra sanguínia: un artefacte microscòpic.

Un artefacte és qualsevol distorsió percebuda o qualsevol altra error de dades
o les dues coses alhora, causada per un instrument de mesura o d'observació, la qual cosa pot provocar una mala interpretació o resultats erronis. El terme es fa servir en camps de la ciència, medicina i processament de dades. Per exemple, en microscòpia, els artefactes es poden produir introduint objectes aliens durant el procés de mostres. Pel que fa a les ciències de la computació, és una error sensible causada per l'Algorisme de compressió amb pèrdua. Quant a la medicina, per exemple, hi ha artefactes que es produeixen per males representacions de les estructures del teixit que es veuen a les imatges mèdiques produïdes per modalitats com ara ultrasonografia, tomografia o projecció d'imatge per ressonància magnètica.